# Час у Росії
| USZ1 | Калінінградський час | MSK-1 (UTC+2)  | 02:12 |
| MSK  | Московський час      | MSK (UTC+3)    | 03:12 |
| SAMT | Самарський час       | MSK+1 (UTC+4)  | 04:12 |
| YEKT | Єкатеринбурзький час | MSK+2 (UTC+5)  | 05:12 |
| OMST | Омський час          | MSK+3 (UTC+7)  | 06:12 |
| KRAT | Красноярський час    | MSK+4 (UTC+7)  | 07:12 |
| IRKT | Іркутський час       | MSK+5 (UTC+8)  | 08:12 |
| YAKT | Якутський час        | MSK+6 (UTC+9)  | 09:12 |
| VLAT | Владивостоцький час  | MSK+7 (UTC+10) | 10:12 |
| MAGT | Магаданський час     | MSK+8 (UTC+11) | 11:12 |
| PETT | Камчатський час      | MSK+9 (UTC+12) | 12:12 |

Територія Росії поділена на 11 часових поясів (відповідно до місцевого законодавства - часових зон), у кожному з яких використовується різний час. Росія використовує час поясів з другого по дванадцятий включно. Межі між часовими поясами проходять по адміністративних кордонах суб'єктів федерації, за винятком Республіки Саха (Якутія), яка поділена на три часових пояси. Сезонних змін часу немає з 2011 року.

## Розташування території Росії відносно міжнародної системи часових поясів
Крайні точки території Росії:
- східна 169°00' W
- західна 19°38' E

З цього виходить, що вся територія Росії розташована в тринадцяти поясах — від першого по тринадцятий включно. Однак перший та тринадцятий пояси представлені незначними територіями, тож для зручності відліку часу в адміністративних одиницях їх можна не рахувати, що дає 11 поясів. Така кількість часових поясів на території Росії існувала протягом тривалого часу. Однак за 90 років використання поясного часу мапа часу Росії перекроювалася багато разів.

## Часові зони Росії
Нинішній порядок обліку часу в Росії визначається Федеральним законом «Про обчислення часу», що набув чинності 5 серпня 2011 року зі змінами, внесеними у 2014—2016 роках. Відповідно до цих законодавчих актів на території Росії діє такий час:
| Суб'єкти федерації | Часова зона          | Географічний часовий пояс | Стандартний час | Літній час          |
| --- | -------------------- | ------------------------- | --------------- | ------------------- |
| Калінінградська область | Калінінградський час | 2                         | UTC+2           | не використовується |
| Республіка Карелія Бєлгородська область Брянська область Калузька область Курська область Ленінградська область Мурманська область Новгородська область Орловська область Псковська область Смоленська область Тверська область Тульська область Місто Санкт-Петербург | Московський час      | 2                         | UTC+3           | не використовується |
| Адигея Дагестан Інгушетія Кабардино-Балкарія Калмикія Карачаєво-Черкесія Марій Ел Мордовія Північна Осетія Татарстан Чечня Чуваська Республіка Краснодарський край Ставропольський край Архангельська область Владимирська область Вологодська область Воронезька область Івановська область Кіровська область Костромська область Липецька область Московська область Нижньогородська область Пензенська область Ростовська область Рязанська область Тамбовська область Ярославська область Місто Москва | Московський час      | 3                         | UTC+3           | не використовується |
| Республіка Комі Ненецький автономний округ | Московський час      | 4                         | UTC+3           | не використовується |
| Астраханська область Волгоградська область Ульяновська область Самарська область Саратовська область | Самарський час       | 3                         | UTC+4           | не використовується |
| Республіка Удмуртія | Самарський час       | 4                         | UTC+4           | не використовується |
| Башкортостан Пермський край Курганська область Оренбурзька область Свердловська область Челябінська область | Єкатеринбурзький час | 4                         | UTC+5           | не використовується |
| Тюменська область | Єкатеринбурзький час | 5                         | UTC+5           | не використовується |
| Омська область | Омський час          | 5                         | UTC+6           | не використовується |
| Республіка Алтай Республіка Тива Республіка Хакасія Алтайський край Красноярський край (за винятком Евенкійського та східної частини Таймирського районів) Кемеровська область Новосибірська область Томська область | Красноярський час    | 6                         | UTC+7           | не використовується |
| Красноярський край (Евенкійський та східна частина Таймирського району) | Красноярський час    | 7                         | UTC+7           | не використовується |
| Республіка Бурятія Іркутська область | Іркутський час       | 7                         | UTC+8           | не використовується |
| Республіка Саха (захід) Амурська область Забайкальський край | Якутський час        | 8                         | UTC+9           | не використовується |
| Республіка Саха (центр) Приморський край Хабаровський край Єврейська АО | Владивостоцький час  | 9                         | UTC+10          | не використовується |
| Республіка Саха (схід) Магаданська область Сахалінська область | Магаданський час     | 10                        | UTC+11          | не використовується |
| Камчатський край Чукотський АО | Камчатський час      | 12                        | UTC+12          | не використовується |

Поняття «часова зона» введене саме цим законом. До того використовувався термін «часовий пояс». Однак за майже століття з часу введення фактичні межі поясів стали значно відрізнятися від юридичних, оскільки зміни часу на окремих територіях оформлялися як «допущення» використання часу сусіднього поясу, але зі збереженням приналежності до раніше визначеного поясу.

## Літній час
До 2011 року у Росії щороку використовувався літній час — з другої години останньої неділі березня до третьої години останньої неділі жовтня. 8 лютого 2011 президент країни Дмитро Мєдвєдєв заявив про скасування переходу «на зимовий час». Це означало, що Росія назавжди залишиться на літньому часі, що є рівнозначним зміні стандартного часу на годину вперед. 27 березня 2011 року росіяни востаннє перевели свої годинники вперед. Фактично у 2011 році літній час не вводився — 27 березня просто була зміна стандартного часу. Однак де-юре літній час у Росії діяв з 27 березня по 31 серпня 2011 року. Опівночі 1 вересня набула чинності постанова уряду про територіальний склад часових зон та встановлення стандарту часу за Москвою — UTC+4.

## Історія змін

### Запровадження поясного часу (1919—1924)
До 1919 року на території Росії використовувався місцевий сонячний час, що відповідав довготі пункту у одиницях часу, а не дуги. З розвитком залізниць з 1880 року на них стали використовувати час найбільших вокзалів, наприклад, Царськосільського в Петербурзі — +2:01:19 від Ґринвіча.
Поясний час у Росії вводився декретом Раднаркому РСФРР «Про введення відліку часу за міжнародною системою часових поясів» від 8 лютого 1919. Згідно з цим документом, територія країни була поділена на 11 часових поясів, з другого по дванадцятий включно. Межі поясів проходили частково по межах тогочасних адміністративно-територіальних одиниць, але в менш заселених регіонах — по меридіану. Однак практично встановлення поясного часу проходило з середини 1919 року і завершилося 2 травня 1924 року. Тоді ж поясний час було введено на всій території СРСР. Часові пояси неофіційно називалися за найбільшими містами, що входили до них. Їх було встановлено 11: від другого до дванадцятого включно.

### Декретний час (1930—1991)
20 червня 1930 року стрілки годинників в СРСР були переведені на годину вперед. Новий час було названо декретним, оскільки він був введений декретом Раднаркому. Хоча такий час фактично став стандартним, на всіх мапах часових поясів було вказано, що час поясний, однак з приміткою про декретний час. У 1930-х — 1950-х роках проходили незначні зміни, пов'язані зі змінами адміністративно-територіального поділу.
У 1941—1944 роках на окупованих Третім Рейхом територіях РРФСР офіційно діяв берлінський час UTC+1 з використанням літнього часу.

#### Зміни у 50-х— 80-х роках
Протягом 50 — 80-х років XX століття на деяких територіях стали використовувати час західнішого часового поясу, що було рівнозначно відміні декретного часу у цих регіонах:
- З волгоградського часу (UTC+4) у московський (UTC+3) перейшли всі регіони, крім Удмуртської АРСР, Кіровської, Куйбишевської (Самарської), Волгоградської, Астраханської, Саратовської та Ульяновської областей;
- зі свердловського часу (UTC+5) у волгоградський (UTC+4) — Комі АРСР та Ненецький АО;
- з омського часу (UTC+6)у свердловський (UTC+5) — Тюменська область;
- з іркутського часу (UTC+8) у красноярський (UTC+7) — всі території Красноярського краю, що використовували Іркутський час.

Крім того, змінювалися межі часових поясів, які до того проходили по меридіанах та річках (переважно у Сибіру) — вони стали проходити по кордонах адміністративних одиниць. Усі ці зміни наразі можна відстежувати лише за картографічними даними.
З 1981 року на території СРСР став вводитися літній час — з 1 квітня до 1 жовтня кожного року (з осені 1984 — з останньої неділі березня до останньої неділі вересня). Таким чином, на більшій частині території РРФСР улітку час став на дві години випереджати поясний. Восени 1981 року уряд спробував відновити декретний час на територіях, де його скасовували, однак вже навесні 1982 року відмовився від цієї ідеї. Більш того, було ліквідовано чукотський (UTC+13) час шляхом переходу території, де він використовувався, у камчатський час (UTC+12), а Комі АРСР та Ненецький АО перейшли у московський час (UTC+3). У випадку останніх — час тепер у них був на годину позаду поясного. У 1988—1989 роках також було практично ліквідовано волгоградський час — на цих територіях став діяти московський час, крім Удмуртії. Тоді ж, 26 березня 1989, у Калінінградській області змінено час на годину назад відносно московського.

### Часові експерименти у 1991
31 березня 1991 року у Росії було відмінено декретний час (зі збереженням літнього, тобто того дня годинники не переводилися). Проте зроблено це було без урахування того, що на деяких територіях декретний час і так вже було скасовано. Коли 29 вересня літній час було відмінено, це стало очевидним, адже на значній території час став на годину відставати від поясного, а в Комі та Ненецькому окрузі — на дві. У Самарській області це зрозуміли завчасно і 29 вересня годинників не чіпали.

### 1992—2011
23 жовтня 1991 року парламент, а 8 січня 1992 року — уряд — прийняли рішення про повернення декретного часу. Урядом було розроблено проект поділу на часові пояси, однак тим же документом встановлювалися винятки, на яких територіях допускалося використання часу західніших поясів. У цілому це відповідало вже впровадженим до 1989 року змінам. Так, у третьому поясі (UTC+4) залишилися тільки Удмуртія та Самарська область, у Комі та Ненецькому окрузі діяв московський час, у п'ятому поясі (UTC+6) — тільки Омська область, у сьомому (UTC+8) — Бурятія та Іркутська області, Чукотський округ залишився в одному часі з Камчаткою (UTC+12).
Однак практика переходу у більш західні пояси тривала. Омський час (UTC+6) стали використовувати: Новосибірська область — з 20 травня 1993, Алтайський край та Республіка Алтай — з 28 травня 1995, Томська область — з 1 травня 2002. Сахалін 30 березня 1997 ввів владивостоцький час на зміну магаданському.
Літній час продовжував використовуватися на всій території Росії за тим самим графіком, що діяв з 1984 року. З 1996 року дію його продовжено до останньої неділі жовтня.
У листопаді 2009 керівництво країни заявило про намір скоротити кількість часових поясів у Росії та скасувати щорічне переведення стрілок. 28 березня 2010 року було ліквідовано камчатський час та самарський час. На цих територіях впроваджено відповідно магаданський та московський час. Того ж дня Кемеровська область перейшла з красноярського на омський час. Так Росія стала використовувати 9 часових поясів. Висувалися також ідеї про скорочення часової різниці східних регіонів з Москвою. Планувалося, що у березні 2011 року на годину назад перейдуть ще кілька регіонів: Іркутська область та Бурятія — у красноярський час, Забайкальський край — у іркутський час, Хабаровський та Приморський краї — у якутський (як і східні райони Якутії), Магаданську область, Камчатку і Чукотку — у владивостоцький. Такі ідеї підтримувалися місцевою та центральною владою, але викликали численні протестні акції населення.

### Після 2011
| USZ1 | Калінінградський час | MSK-1 (UTC+2)  |
| MSK  | Московський час      | MSK (UTC+3)    |
| YEKT | Єкатеринбурзький час | MSK+2 (UTC+5)  |
| OMST | Омський час          | MSK+3 (UTC+7)  |
| KRAT | Красноярський час    | MSK+4 (UTC+7)  |
| IRKT | Іркутський час       | MSK+5 (UTC+8)  |
| YAKT | Якутський час        | MSK+6 (UTC+9)  |
| VLAT | Владивостоцький час  | MSK+7 (UTC+10) |
| MAGT | Магаданський час     | MSK+8 (UTC+11) |

Часові пояси Росії (27 березня 2011 — 25 жовтня 2014):

Однак замість переходу назад, ці регіони, та і вся Росія в цілому, отримали перехід вперед — фактично постановою Уряду РФ «Про склад територій, які утворюють кожну часову зону, і порядок обчислення часу у часових зонах, а також про визнання такими, що втратили чинність, деяких постанов Уряду Російської Федерації», який набув чинності 1 вересня 2011 року. закріплено новий порядок обчислення часу, яким закріплено колишній літній час як стандартний, а практика переходу на літній час була ліквідована. Також було виведено з вжитку поняття «декретний час» і «часовий пояс», а територію країни було поділено на 9 часових зон з послідовною нумерацією — від першої (MSK-1, UTC+3) до дев'ятої (MSK+8, UTC+12), з пропуском MSK+1 (UTC+5).
Існував, однак, ряд ініціатив про відміну «постійного літнього часу», тобто запроваджених в 2011 році змін часу. Також пропонувалося відновити ліквідовані в 2010 році часові зони. Один з таких проектів було прийнято нижньою палатою парламенту 1 липня 2014 року.
Згідно з цим документом, 26 жовтня 2014 року на більшій частині території Росії стрілки годинника були переведені на годину назад, за винятком Удмуртії, Самарської області, Кемеровської області, Камчатського краю та Чукотського округу, де змін не відбулося. Водночас у Забайкальському краї та Магаданській області було здійснено двогодинний стрибок назад. Таким чином, з 26 жовтня 2014 року на території Росії знову діє 11 часових зон, що відповідає часовим поясам з другого по дванадцятий.
Протягом грудня 2015 — листопада 2016 було затверджено ряд законодавчих актів про зміну часу в деяких регіонах. Відповідно до них, у 2016 році на годину вперед перейшли:
- 27 березня — Республіка Алтай, Алтайський та Забайкальський краяй, Астраханська, Ульяновська області, а також більша частина Сахалінської області;
- 24 квітня — Магаданська область;
- 29 травня — Томська область;
- 24 липня — Новосибірська область;
- 4 грудня — Саратовська область.

Крім того, 28 жовтня 2018 року відбувся перехід Волгоградської області на годину вперед, у MSK+1
27 грудня 2020 року Волгоградська область перейшла MSK+1 на MSK.

## Зміна часу в Москві з 1917 року
| Дата (дд.мм.рррр) | Час переходу годин | Величина зміни | Примітки                                                                      | Нова різниця московського часу з UTC |
| ----------------- | ------------------ | -------------- | ----------------------------------------------------------------------------- | ------------------------------------ |
| 30.06.1917        | 23:00              | +01: 00        | Російська імперія, введення літнього часу                                     | 3:30:17                              |
| 28.12.1917        | 00:00              | -01: 00        | РРФСР, скасування літнього часу                                               | 2:30:17                              |
| 31.05.1918        | 22:00              | +02: 00        | РРФСР, введення літнього часу                                                 | 4:30:17                              |
| 16.09.1918        | 1:00               | -01: 00        | РРФСР, скасування літнього часу,                                              | 3:30:17                              |
| 31.05.1919        | 23:00              | +01: 00        | РРФСР, зміна часу на літній період, декрет                                    | 4:30:17                              |
| 01.07.1919        | 4:30:17            | -00: 30        | РРФСР, введення системи часових поясів на частині території, декрет           | 4:00                                 |
| 16.08.1919        | 00:00              | -01: 00        | РРФСР, зміна часу на зимовий період, декрет                                   | 3:00                                 |
| 14.02.1921        | 23:00              | +01: 00        | РРФСР, зміна часу на літній період, декрет                                    | 4:00                                 |
| 20.03.1921        | 23:00              | +01: 00        | РРФСР, зміна часу на літній період, декрет                                    | 5:00                                 |
| 01.09.1921        | 00:00              | -01: 00        | РРФСР, зміна часу на зимовий період, декрет                                   | 4:00                                 |
| 01.10.1921        | 00:00              | -01: 00        | РРФСР, зміна часу на зимовий період, декрет                                   | 3:00                                 |
| 1922              |                    |                | Немає достовірних даних                                                       | 3:00                                 |
| 02.05.1924        | 00:00              | -01: 00        | СРСР, введення системи часових поясів на всій території, постанова            | 2:00                                 |
| 21.06.1930        | 00:00              | +01: 00        | СРСР, зміна часу на літній період, постанова (умовне початок декретного часу) | 3:00                                 |
| 01.10.1930        | 00:00              |                | СРСР, продовження встановленого порядку обчислення часу, постанова            | 3:00                                 |
| 09.02.1931        |                    |                | СРСР, продовження порядку обчислення часу «надалі до скасування», постанова   | 3:00                                 |
| 01.03.1957        | 00:00              |                | СРСР, зміна офіційних кордонів часових поясів                                 | 3:00                                 |
| 01.04.1981        | 00:00              | +01: 00        | СРСР, введення літнього часу, постанова                                       | 4:00                                 |
| 01.10.1981        | 00:00              | -01: 00        | СРСР, скасування літнього часу, зміна офіційних кордонів часових поясів       | 3:00                                 |
| 01.04.1982        | 00:00              | +01: 00        | СРСР, введення літнього часу                                                  | 4:00                                 |
| 01.10.1982        | 00:00              | -01: 00        | СРСР, скасування літнього часу                                                | 3:00                                 |
| 01.04.1983        | 00:00              | +01: 00        | СРСР, введення літнього часу                                                  | 4:00                                 |
| 01.10.1983        | 00:00              | -01: 00        | СРСР, скасування літнього часу                                                | 3:00                                 |
| 01.04.1984        | 00:00              | +01: 00        | СРСР, введення літнього часу                                                  | 4:00                                 |
| 30.09.1984        | 3:00               | -01: 00        | СРСР, скасування літнього часу, зміна порядку скасування                      | 3:00                                 |
| 31.03.1985        | 2:00               | +01: 00        | СРСР, введення літнього часу, зміна порядку введення                          | 4:00                                 |
| 29.09.1985        | 3:00               | -01: 00        | СРСР, скасування літнього часу                                                | 3:00                                 |
| 30.03.1986        | 2:00               | +01: 00        | СРСР, введення літнього часу                                                  | 4:00                                 |
| 28.09.1986        | 3:00               | -01: 00        | СРСР, скасування літнього часу                                                | 3:00                                 |
| 29.03.1987        | 2:00               | +01: 00        | СРСР, введення літнього часу                                                  | 4:00                                 |
| 27.09.1987        | 3:00               | -01: 00        | СРСР, скасування літнього часу                                                | 3:00                                 |
| 27.03.1988        | 2:00               | +01: 00        | СРСР, введення літнього часу                                                  | 4:00                                 |
| 25.09.1988        | 3:00               | -01: 00        | СРСР, скасування літнього часу                                                | 3:00                                 |
| 26.03.1989        | 2:00               | +01: 00        | СРСР, введення літнього часу                                                  | 4:00                                 |
| 24.09.1989        | 3:00               | -01: 00        | СРСР, скасування літнього часу                                                | 3:00                                 |
| 25.03.1990        | 2:00               | +01: 00        | СРСР, введення літнього часу                                                  | 4:00                                 |
| 30.09.1990        | 3:00               | -01: 00        | СРСР, скасування літнього часу                                                | 3:00                                 |
| 31.03.1991        | 2:00               |                | СРСР, введення літнього часу, відмова декретного часу                         | 3:00                                 |
| 29.09.1991        | 3:00               | -01: 00        | СРСР, скасування літнього часу                                                | 2:00                                 |
| 19.01.1992        | 2:00               | +01: 00        | РФ, відновлення декретного часу, зміна офіційних кордонів часових поясів      | 3:00                                 |
| 29.03.1992        | 2:00               | +01: 00        | РФ, введення літнього часу                                                    | 4:00                                 |
| 27.09.1992        | 3:00               | -01: 00        | РФ, скасування літнього часу                                                  | 3:00                                 |
| 28.03.1993        | 2:00               | +01: 00        | РФ, введення літнього часу                                                    | 4:00                                 |
| 26.09.1993        | 3:00               | -01: 00        | РФ, скасування літнього часу                                                  | 3:00                                 |
| 27.03.1994        | 2:00               | +01: 00        | РФ, введення літнього часу                                                    | 4:00                                 |
| 25.09.1994        | 3:00               | -01: 00        | РФ, скасування літнього часу                                                  | 3:00                                 |
| 26.03.1995        | 2:00               | +01: 00        | РФ, введення літнього часу                                                    | 4:00                                 |
| 24.09.1995        | 3:00               | -01: 00        | РФ, скасування літнього часу                                                  | 3:00                                 |
| 31.03.1996        | 2:00               | +01: 00        | РФ, введення літнього часу                                                    | 4:00                                 |
| 27.10.1996        | 3:00               | -01: 00        | РФ, скасування літнього часу, зміна порядку скасування                        | 3:00                                 |
| 30.03.1997        | 2:00               | +01: 00        | РФ, введення літнього часу                                                    | 4:00                                 |
| 26.10.1997        | 3:00               | -01: 00        | РФ, скасування літнього часу                                                  | 3:00                                 |
| 29.03.1998        | 2:00               | +01: 00        | РФ, введення літнього часу                                                    | 4:00                                 |
| 25.10.1998        | 3:00               | -01: 00        | РФ, скасування літнього часу                                                  | 3:00                                 |
| 28.03.1999        | 2:00               | +01: 00        | РФ, введення літнього часу                                                    | 4:00                                 |
| 31.10.1999        | 3:00               | -01: 00        | РФ, скасування літнього часу                                                  | 3:00                                 |
| 26.03.2000        | 2:00               | +01: 00        | РФ, введення літнього часу                                                    | 4:00                                 |
| 29.10.2000        | 3:00               | -01: 00        | РФ, скасування літнього часу                                                  | 3:00                                 |
| 25.03.2001        | 2:00               | +01: 00        | РФ, введення літнього часу                                                    | 4:00                                 |
| 28.10.2001        | 3:00               | -01: 00        | РФ, скасування літнього часу                                                  | 3:00                                 |
| 31.03.2002        | 2:00               | +01: 00        | РФ, введення літнього часу                                                    | 4:00                                 |
| 27.10.2002        | 3:00               | -01: 00        | РФ, скасування літнього часу                                                  | 3:00                                 |
| 30.03.2003        | 2:00               | +01: 00        | РФ, введення літнього часу                                                    | 4:00                                 |
| 26.10.2003        | 3:00               | -01: 00        | РФ, скасування літнього часу                                                  | 3:00                                 |
| 28.03.2004        | 2:00               | +01: 00        | РФ, введення літнього часу                                                    | 4:00                                 |
| 31.10.2004        | 3:00               | -01: 00        | РФ, скасування літнього часу                                                  | 3:00                                 |
| 27.03.2005        | 2:00               | +01: 00        | РФ, введення літнього часу                                                    | 4:00                                 |
| 30.10.2005        | 3:00               | -01: 00        | РФ, скасування літнього часу                                                  | 3:00                                 |
| 26.03.2006        | 2:00               | +01: 00        | РФ, введення літнього часу                                                    | 4:00                                 |
| 29.10.2006        | 3:00               | -01: 00        | РФ, скасування літнього часу                                                  | 3:00                                 |
| 25.03.2007        | 2:00               | +01: 00        | РФ, введення літнього часу                                                    | 4:00                                 |
| 28.10.2007        | 3:00               | -01: 00        | РФ, скасування літнього часу                                                  | 3:00                                 |
| 30.03.2008        | 2:00               | +01: 00        | РФ, введення літнього часу                                                    | 4:00                                 |
| 26.10.2008        | 3:00               | -01: 00        | РФ, скасування літнього часу                                                  | 3:00                                 |
| 29.03.2009        | 2:00               | +01: 00        | РФ, введення літнього часу                                                    | 4:00                                 |
| 25.10.2009        | 3:00               | -01: 00        | РФ, скасування літнього часу                                                  | 3:00                                 |
| 28.03.2010        | 2:00               | +01: 00        | РФ, введення літнього часу                                                    | 4:00                                 |
| 31.10.2010        | 3:00               | -01: 00        | РФ, скасування літнього часу                                                  | 3:00                                 |
| 27.03.2011        | 2:00               | +01: 00        | РФ, введення літнього часу (поки ще діє постанова від 8 січня 1992 року)      | 4:00                                 |
| 31.08.2011        |                    |                | РФ, зміна місцевого часу (московський час відповідає UTC (SU) + 4), постанову | 4:00                                 |
| 26.10.2014        | 2:00               | -01: 00        | РФ, зміна місцевого часу (московський час відповідає UTC (SU) + 3), закон     | 3:00                                 |